# 埃德·斯拉斯特
埃德·斯拉斯特（英語：Ed Slater；1988年8月1日—）是一位英格蘭橄欖球運動員。他是英格蘭國家橄欖球隊的一員，代表英格蘭參加了2014年橄欖球六國賽。